# Vizuină
Vizuina este un spațiu săpat de către unele animale, precum bursucul, pentru a se adăposti. Există și animale care sapă o vizuină ca să își ascundă puii.